# Trastornos del estado de ánimo

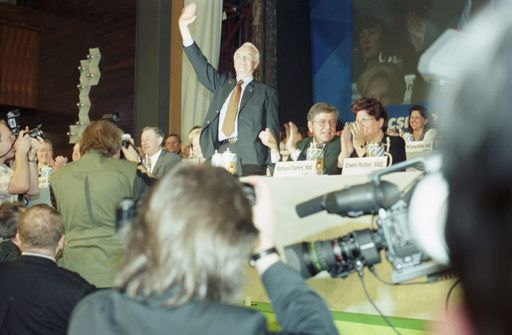
Existen trastornos emocionales que afectan a quienes ejercen el poder en cualquiera de sus formas, entre las que se destacan el síndrome de hubris, la megalomanía, el caudillismo o el narcisismo.

Los trastornos del estado de ánimo son un conjunto de trastornos definidos en el Manual diagnóstico y estadístico de los trastornos mentales (DSM V TR) cuya principal característica subyacente es una alteración del estado de ánimo de la persona. La CIE 10 clasifica estos trastornos bajo el apartado denominado «Trastornos del humor (afectivos)».
Suelen diferenciarse dos grupos de trastornos del estado de ánimo, en función de si incluyen o no la presencia de episodios de manía o hipomanía: los trastornos depresivos y los trastornos bipolares. De los trastornos depresivos, el más conocido es el trastorno depresivo mayor, habitualmente conocido como «depresión clínica» o «depresión mayor». Por su parte, los trastornos bipolares, anteriormente conocidos como «psicosis maníaco-depresiva», se caracterizan por la presencia intermitente de episodios de manía o hipomanía, entremezclados con episodios depresivos. No obstante, también existen formas menos graves de ambos grupos. La forma leve de los trastornos depresivos se denomina trastorno distímico, y la de los trastornos bipolares, trastorno ciclotímico.

## Historia
El psiquiatra inglés Henry Maudsley propuso una categoría general de «trastornos afectivos». Posteriormente, el término fue reemplazado por el de «trastorno del estado de ánimo». Este último término hace referencia más bien al estado emocional subyacente o longitudinal, en contraposición al anterior término, que se centraba en la conducta externa observada por los demás.

## Epidemiología
La prevalencia de algunos trastornos del estado de ánimo, como la depresión mayor, se duplica en las mujeres. En el caso del trastorno bipolar II, las mujeres solo presentan unas tasas de prevalencia ligeramente superiores.
En 2011, los trastornos del estado de ánimo fueron la causa más común de hospitalización en niños de entre 1 y 17 años en los Estados Unidos, con unos 112 000 ingresos aproximadamente.

## Clasificación

### Trastornos depresivos

#### Trastorno depresivo mayor
Denominado «depresión mayor», «depresión unipolar» o «depresión clínica». Se da en aquellos casos en los que el paciente ha sufrido uno o más episodios depresivos mayores. Cuando solamente se ha experimentado un episodio depresivo mayor, el diagnóstico es de «trastorno depresivo mayor, episodio único». Cuando el número de episodios depresivos mayores sufridos es superior a uno, el diagnóstico es de trastorno depresivo mayor recurrente. Los casos de depresión en los que no se presentan episodios de manía se denominan en ocasiones como «depresión unipolar», dado que el estado de ánimo se mantiene en un único "polo" o extremo emocional.
Las personas que sufren un episodio depresivo mayor o un trastorno depresivo mayor presentan un riesgo de suicidio más elevado, que puede reducirse considerablemente mediante la búsqueda de ayuda y tratamiento por parte de profesionales de la salud. Existen estudios que demuestran que el hecho de preguntar a un amigo o familiar si ha experimentado idealizaciones suicidas es una manera eficaz de identificar a las personas en situación de riesgo, y que en ningún caso este tipo de preguntas contribuyen a implantar en el paciente la idea suicida, ni a incrementar el riesgo de que tengan lugar los comportamientos autolíticos. Algunos estudios epidemiológicos desarrollados en Europa sugieren que, en la actualidad, el 8,5 % de la población mundial padece un trastorno depresivo. No parece existir ningún grupo de edad que se vea libre del trastorno, y existen estudios que muestran la aparición de síntomas de depresión en niños de 6 meses de edad que han sido separados de sus padres.
El trastorno depresivo se trata con frecuencia en el ámbito de la atención primaria y de la asistencia hospitalaria general, pero en muchos casos pasa desapercibido. El trastorno depresivo que no se diagnostica puede presentar una recuperación más lenta, así como un peor pronóstico, por lo que es importante que todos los profesionales médicos sean capaces de reconocer los síntomas, tratar los casos más leves, e identificar aquellos casos que requieran una atención especializada.
Los diagnósticos diferencian entre diversos subtipos de trastorno depresivo:
- La depresión atípica (DA) se caracteriza por un estado de ánimo reactivo (anhedonia paradójica) y positividad; una ganancia de peso significativa o un incremento del apetito; exceso de sueño o somnolencia (hipersomnia); sensación de pesadez en las extremidades (parálisis plúmbea); y un deterioro social significativo como consecuencia de una hipersensibilidad al rechazo social percibido.  La validez y prevalencia de este subtipo de depresión se ha puesto en cuestión, dada la dificultad que existe a la hora de identificarla y medirla con precisión.

- La depresión melancólica se caracteriza por la pérdida de la capacidad de experimentar placer (anhedonia) en casi todas o en todas las actividades cotidianas; el fracaso a la hora de reaccionar adecuadamente a los estímulos; un estado de ánimo cualitativamente más afectado que en los casos de aflicción o duelo no patológicos; un empeoramiento de los síntomas durante las primeras horas del día; despertares tempranos; retardo psicomotor; pérdida de peso excesiva (debe diferenciarse de la provocada por la anorexia nerviosa) o un excesivo sentimiento de culpabilidad.

- La depresión psicótica o depresión psicótica mayor (PMD, según sus siglas en inglés), es un término para referirse a aquellos episodios depresivos mayores, particularmente de naturaleza melancólica, en los que el paciente experimenta síntomas psicóticos como delirios o, de forma menos frecuente, alucinaciones. Estos síntomas suelen ser congruentes con el estado de ánimo (es decir, su contenido suele estar relacionado con ideas depresivas).

- La depresión catatónica es una variante rara y severa de la depresión mayor que se caracteriza por la presencia de trastornos de la conducta motora, entre otros síntomas. El paciente suele presentar mutismo, y un estado casi estuporoso. Puede permanecer inmóvil, o realizar movimientos extraños, o sin finalidad aparente. Los síntomas catatónicos también pueden presentarse en el transcurso de una esquizofrenia o de un episodio maníaco, así como del síndrome neuroléptico maligno.

- La depresión postparto está contemplada como un caso específico en el DSM IV TR. Se refiere a la depresión intensa, persistente y en ocasiones incapacitante que experimentan algunas mujeres después de dar a luz. La depresión postparto, que afecta a entre el 10 y el 15 % de las mujeres, suele presentarse durante los primeros tres meses tras el parto, aunque puede tardar hasta un año en aparecer. Resulta bastante habitual que las mujeres experimenten una cierta sensación de tristeza y cansancio las primeras semanas después de dar a luz; pero no debe confundirse esto con la depresión postparto, que es diferente porque puede provocar un deterioro significativo en la vida doméstica, en el trabajo, o en las actividades académicas, así como en las relaciones interpersonales (familia, amigos, etc.), o incluso en la relación con el recién nacido. En el tratamiento de la depresión postparto, así como en el de otros tipos de depresión unipolar en mujeres que están amamantando, los fármacos que suelen prescribirse son nortriptilina, paroxetina y sertralina. Se considera que las mujeres con un historial personal o familiar de trastornos del estado del ánimo presentan un riesgo elevado de desarrollar depresión postparto.

- El trastorno afectivo estacional (TAE), también conocido como «depresión de invierno», es una alteración muy específica. Algunas personas presentan un patrón estacional por el que experimentan episodios depresivos que aparecen durante el otoño o el invierno, y remiten al llegar la primavera. Se diagnostica cuanto tienen lugar al menos dos episodios durante los meses fríos, y ninguno durante el resto del año, en un periodo de dos o más años. Se ha hipotetizado que puesto que las personas que viven en latitudes más altas experimentan una menor exposición a la luz solar durante el invierno, deberían presentar tasas más elevadas de TAE, pero los estudios epidemiológicos no apoyan de manera firme esta teoría (y la latitud no es la única responsable de la cantidad de exposición solar a la que se someten los ojos durante el invierno). El TAE tiene una prevalencia mayor entre individuos jóvenes, y suele afectar más a las mujeres que a los hombres.

- La distimia es un trastorno similar a la depresión unipolar, ya que se caracteriza por la presencia del mismo tipo de problemas cognitivos y físicos, pero en un grado menos severo, con una duración mayor (por lo general, al menos dos años). El tratamiento de la distimia es a grandes rasgos el mismo que el de la depresión, lo que incluye antidepresivos y psicoterapia.

- La depresión doble se diagnostica a los pacientes que presentan un estado de ánimo depresivo (distimia) que se prolonga durante al menos dos años, y en un momento dado experimentan uno o más episodios de depresión mayor.

- El trastorno depresivo no especificado es uno de los códigos de diagnóstico del DSM-IV (el 311), y se aplica a aquellos trastornos depresivos que resultan incapacitantes, pero no entran dentro de los criterios de ningún otro subapartado clasificatorio. Según el DSM IV, se refiere a cualquier trastorno depresivo que no reúne los criterios de un trastorno específico. En este grupo se encuentran el trastorno disfórico premenstrual, la depresión postpsicótica en la esquizofrenia, el trastorno depresivo breve recurrente y la depresión menor.

- El trastorno depresivo de la personalidad (TDP) es un diagnóstico psiquiátrico controvertido. Ha sido recientemente incluido en el DSM-IV, en el apéndice B, que es un apartado destinado a aquellas entidades clínicas que deben estudiarse para su posible incorporación en revisiones posteriores. Por su parte, la CIE, en su décima y hasta ahora última edición, ha dejado de considerar este trastorno como independiente, pasando a englobarlo dentro de las distimias.

- El trastorno depresivo breve recurrente (TDBR) se distingue del trastorno depresivo mayor principalmente por sus diferencias en la duración. Las personas con TDBR experimentan episodios depresivos más o menos una vez al mes. Estos episodios duran menos de dos semanas (por lo general, dos o tres días). Para su diagnóstico se requiere que los episodios tengan lugar al menos una vez al mes durante un periodo de un año, y en las mujeres se requiere que sean independientes de su ciclo menstrual. Las personas con depresión clínica pueden desarrollar TDBR, y viceversa, y ambos trastornos presentan riesgos similares.

- La depresión menor es un diagnóstico que se aplica a aquellos casos en los que se cumplen los criterios mínimos de duración para un dignóstico de depresión mayor (dos semanas), pero no están presentes en su totalidad el resto de los síntomas requeridos.

### Trastornos bipolares
- El trastorno bipolar se caracteriza por la presencia de periodos de un estado de ánimo anormalmente elevado (manía) alternados con otros de periodos de estado de ánimo anormalmente bajo (depresión).[25] En algunos casos, la alternancia entre ambos estados se produce en ciclos rápidos; también pueden darse episodios mixtos, y en ocasiones, síntomas psicóticos.[26] Existen diferentes subtipos:

- Bipolar I: Se caracteriza por la presencia de un historial de uno o más episodios maníacos, hayan tenido lugar o no episodios depresivos. No se requiere la existencia de un historial de episodios depresivos para el diagnóstico de un trastorno bipolar I; basta con que haya tenido lugar la aparición de un episodio maníaco, dado que la experiencia clínica demuestra que tarde o temprano, el episodio depresivo terminará apareciendo durante el transcurso de la enfermedad.
- Bipolar II: Se caracteriza por la presencia de una serie de episodios recurrentes de hipomanía, acompañados de uno o más episodios depresivos o mixtos.
- Ciclotimia: Presencia de episodios recurrentes de tipo hipomaníaco y distímico, sin que hayan tenido lugar episodios depresivos mayores o episodios maníacos.
- Trastorno bipolar no especificado: el paciente presenta algunos síntomas del espectro bipolar (por ejemplo, sintomatología maníaca y depresiva), pero estos síntomas no cumplen los criterios que se exigen en el DSM IV para el diagnóstico de cualquiera de los tres subtipos mencionados con anterioridad.

Las estimaciones al respecto apuntan a que el 1 % de la población adulta presenta síntomas que cumplen con los criterios de un trastorno bipolar I; otro 1 % presenta sintomatología de trastorno bipolar II o de ciclotimia, y entre un 2 % y un 5 % sufren otras formas no especificadas de trastorno bipolar. La posibilidad de desarrollar un trastorno bipolar es de entre un 15 % y un 30 % si existen antecedentes familiares al respecto en uno de los padres, y de entre un 50 % y un 75 % si ambos progenitores están afectados. En el caso de tener un hermano afectado, el riesgo es de entre un 15 % y un 25 %, y en el caso de un hermano gemelo idéntico, de un 70 %. Se ha documentado la relación en algunos casos con el consumo de gluten.

### Trastornos del estado del ánimo inducidos por sustancias
Se puede hablar de un trastorno del estado de ánimo inducido por sustancias en aquellos casos en los que la sintomatología puede atribuirse a los efectos fisiológicos directos de una droga psicoactiva u otras sustancias químicas, o si el desarrollo del trastorno del estado de ánimo tiene lugar concurrentemente con una intoxicación por sustancias o con un síndrome de abstinencia. Además, puede darse el caso de que una persona presente simultáneamente un trastorno del estado de ánimo y un trastorno de abuso de sustancias. Los trastornos del estado de ánimo inducidos por sustancias pueden adoptar la forma de un episodio depresivo, maníaco, hipomaníaco o mixto. La mayor parte de las sustancias pueden provocar diversos trastornos del estado de ánimo. Por ejemplo, los estimulantes como la anfetamina, la metanfetamina y la cocaína pueden provocar episodios maníacos, hipomaníacos o depresivos.

#### Inducidos por el alcohol
Se dan elevadas tasas de incidencia del trastorno depresivo mayor en alcohólicos y bebedores habituales. Ha existido una cierta controversia al respecto de si el consumo de alcohol en estas personas pudiera deberse a una forma de automedicación ante una depresión preexistente. No obstante, algunas investigaciones recientes han concluido que, aunque esto podría ser cierto en algunos casos, el abuso de alcohol es un factor causante del desarrollo de una depresión en un número significativo de grandes bebedores. En un estudio al respecto se evaluó a una serie de personas durante la presencia de sucesos estresantes de sus vidas, registrando sus puntuaciones obtenidas en respuesta a una escala de sentimientos negativos. Del mismo modo, se evaluó su relación con otros factores como el desempleo, actos criminales y relaciones con compañeros con comportamientos problemáticos (uso de sustancias, etc.). También se hallaron altas tasas de suicidio entre aquellas personas con problemas relacionados con el consumo de alcohol. Un estudio cuidadoso del historial del paciente suele permitir establecer un diagnóstico diferencial entre aqulleas depresiones relacionadas con el alcohol y aquellas que no lo están. La depresión, así como otros problemas de salud relacionados con el abuso del alcohol, puede deberse a una alteración de la química cerebral, dado que parece que existe una tendencia a la remisión espontánea tras un periodo de abstinencia.

#### Inducidos por las benzodiacepinas
El uso a largo plazo de benzodiacepinas como el Valium o el Librium pueden provocar efectos cerebrales similares a los del alcohol, y también se ha documentado su relación con la depresión. El trastorno depresivo mayor puede desarrollarse a partir de un uso crónico de benzodiacepinas, o como parte de un síndrome de abstinencia prolongado. Las benzodiacepinas son un tipo de medicación de uso frecuente para el tratamiento del insomnio, la ansiedad y los espasmos musculares. Del mismo modo que ocurre en el caso del alcohol, se cree que la aparición de la sintomatología depresiva se debe a sus efectos sobre la neuroquímica cerebral, como la reducción en los niveles de serotonina y norepinefrina. El trastorno depresivo mayor también puede presentarse formando parte de un síndrome de abstinencia de las benzodiacepinas. En un estudio en el que se realizó un seguimiento a largo plazo de una serie de pacientes con dependencia de las benzodiacepinas se halló que un 20 % de los sujetos habían sufrido una sobredosis durante su tratamiento con benzodiacepinas, aunque solo dos personas habían padecido algún episodio depresivo previo. Un año después de un programa de desintoxicación no se habían dado nuevos casos de sobredosis. La depresión que aparece como consecuencia de un síndrome de abstinencia de las benzodiacepinas suele mitigarse al cabo de unos cuantos meses, pero en algunos casos puede persistir hasta un año.

### Trastorno del estado de ánimo no especificado
El trastorno del estado de ánimo no especificado es un trastorno del estado de ánimo que no cumple los criterios diagnósticos de cualquier otro de los trastornos anteriormente especificados. En el DSM-IV se los describe como «cualquier trastorno del estado de ánimo que no cumple los criterios de un trastorno específico». El trastorno del estado de ánimo no especificado no se utiliza como una descripción clínica, sino como un concepto estadístico a efectos de documentación de las tasas de prevalencia e incidencia de las distintas variedades de trastornos del estado de ánimo.
La mayor parte de los caso de un trastorno del estado de ánimo no especificado son una mezcla de trastornos afectivos y de ansiedad, como el caso del trastorno mixto ansioso depresivo, o la depresión atípica. Un ejemplo sería una depresión menor con episodios que tienen lugar a intervalos temporales diferentes, como una vez al mes o una vez cada tres días. Existe el riesgo de que un trastorno del estado de ánimo no especificado pase desapercibido, y consecuentemente, no pueda ser tratado adecuadamente.
Como tratamiento a estos trastornos en los niños, existe la psicoterapia infanto-parental (PIP) tiene el objetivo de abordar los problemas en la relación de los padres con sus hijos, tales como las dificultades en la creación de vínculos afectivos. Una revisión sistemática de 8 estudios, la mayoría realizados en Estados Unidos, y los otros en Canadá, Suiza y Suecia, concluyó que, en comparación con ningún tratamiento o con un tratamiento habitual, la PIP es eficaz en mejorar el estado de apego de los bebés de madres que atraviesan por adversidades, pero no hay evidencias que apoyen su uso para mejorar otros aspectos de la relación o el funcionamiento parental, o que apoyen su uso en vez de tratamientos alternativos. La calidad de la evidencia incluida, sin embargo, es débil, por lo que estos resultados deben interpretarse con cautela.

## Comorbilidad entre los trastornos del estado de animo y el síndrome del intestino irritable
Se demostró mediante un análisis del genoma completo de 53,000 personas, que existía una correlación genética entre el síndrome del intestino irritable y los trastornos del estado de ánimo y ansiedad. La heredabilidad del síndrome del intestino irritable mostró una correlación genética similar con la salud mental y los rangos de personalidad.
Algunos de los loci de susceptibilidad genética estudiados se confirmaron para el síndrome del intestino irritable e implicaron genes como NCAM1, CADM2, PHF2/FAM120A y DOCK9, que influyen también en los trastornos de ánimo y ansiedad o que se expresan en el sistema nervioso.
Los genes NCAM1 y CADM2 se expresan en el sistema nervioso y codifican para moléculas de adhesión neuronal.